# Fienvillers
Fienvillers est une commune française située dans le département de la Somme, en région Hauts-de-France.

## Géographie

### Localisation
Fienvillers est un village picard entre Ponthieu et Amiénois.
Limitrophe de Bernaville, la commune est située à 9 km au nord-est de Domart-en-Ponthieu , 10 km au sud-ouest de Doullens, 25 km au nord d'Amiens, 28 km à l'est d'Abbeville et à 44 km au sud-ouest d'Arras à vol d'oiseau.
Le territoire de la commune est limitrophe de ceux de sept communes.
Les communes limitrophes sont  Autheux, Bernaville, Candas, Fieffes-Montrelet, Gorges, Hem-Hardinval et Longuevillette.

### Géologie et relief, hydrographie
La commune est située sur un plateau calcaire légèrement raviné, dont la  mince couche végétale surplombe une argile qui laisse difficilement passer l'eau.
Aucun cours d'eau ne parcourt la commune et des puits fournissaient les besoins en eau de la population en 1899,.

### Hydrographie

#### Réseau hydrographique
La commune est située dans le bassin Artois-Picardie. Elle est drainée par.

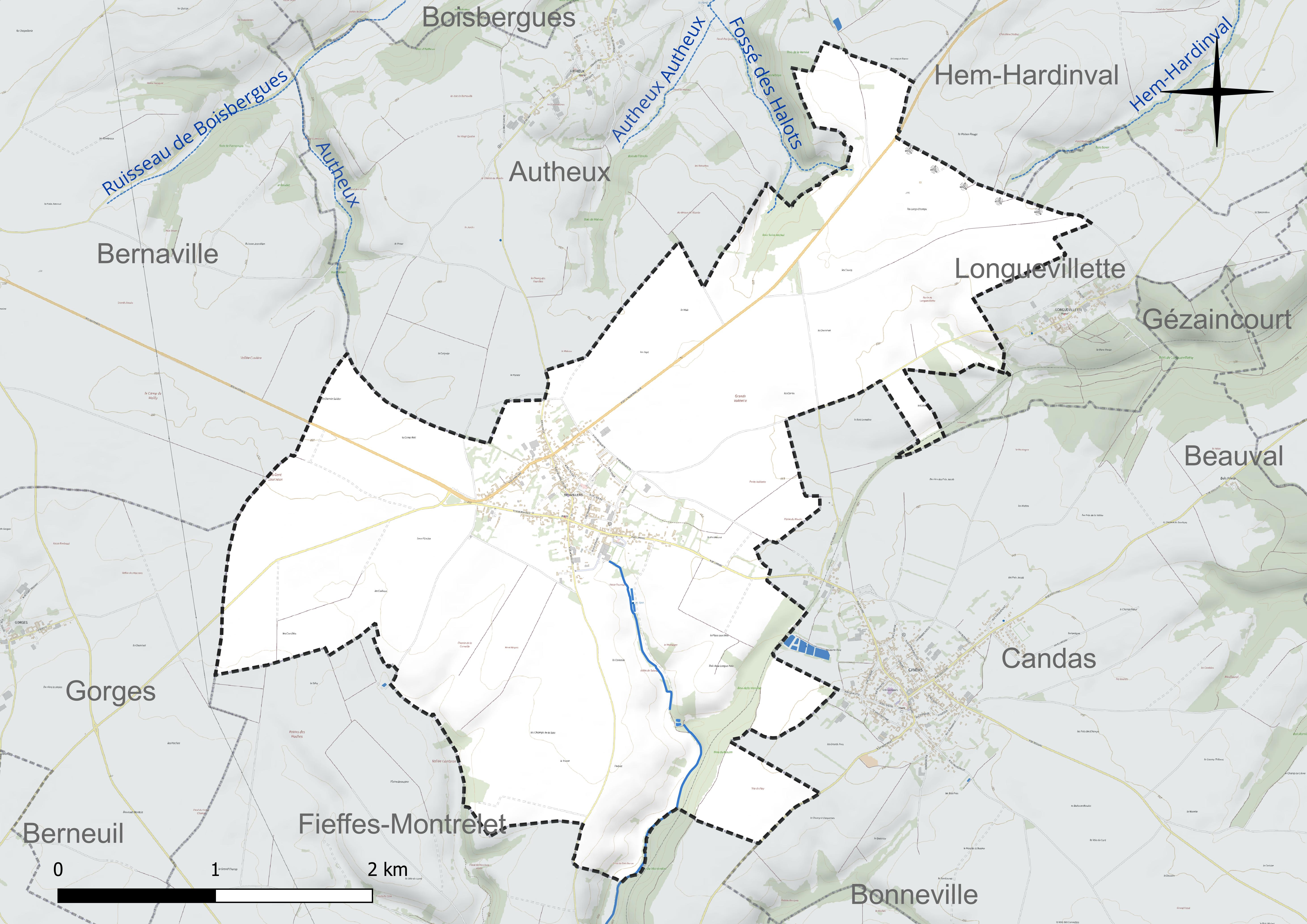
Réseau hydrographique de Fienvillers.

#### Gestion et qualité des eaux
Le territoire communal est couvert par le schéma d'aménagement et de gestion des eaux (SAGE) « Authie ». Ce document de planification concerne un territoire de 1 253 km2 de superficie, délimité par le bassin versant de l'Authie. Le périmètre a été arrêté le 5 août 1999 et le SAGE proprement dit est, en 2024, en cours d'élaboration. La structure porteuse de l'élaboration et de la mise en œuvre est le syndicat mixte Canche Et Authie.
La qualité des cours d'eau peut être consultée sur un site dédié géré par les agences de l'eau et l'Agence française pour la biodiversité.

### Climat
Pour des articles plus généraux, voir Climat des Hauts-de-France et Climat de la Somme.
En 2010, le climat de la commune est de type climat des marges montargnardes, selon une étude du CNRS s'appuyant sur une série de données couvrant la période 1971-2000. En 2020, Météo-France publie une typologie des climats de la France métropolitaine dans laquelle la commune est exposée à un climat océanique et est dans la région climatique Côtes de la Manche orientale, caractérisée par un faible ensoleillement (1 550 h/an) ; forte humidité de l'air (plus de 20 h/jour avec humidité relative > 80 % en hiver), vents forts fréquents.
Pour la période 1971-2000, la température annuelle moyenne est de 9,8 °C, avec une amplitude thermique annuelle de 14,2 °C. Le cumul annuel moyen de précipitations est de 870 mm, avec 12,9 jours de précipitations en janvier et 9,4 jours en juillet. Pour la période 1991-2020, la température moyenne annuelle observée sur la station météorologique la plus proche, située sur la commune de Bernaville à 5 km à vol d'oiseau, est de 10,4 °C et le cumul annuel moyen de précipitations est de 877,3 mm,. Pour l'avenir, les paramètres climatiques de la commune estimés pour 2050 selon différents scénarios d'émission de gaz à effet de serre sont consultables sur un site dédié publié par Météo-France en novembre 2022.
| Mois                                  | jan.           | fév.             | mars           | avril           | mai             | juin           | jui.           | août          | sep.          | oct.          | nov.          | déc.          | année      |
| ------------------------------------- | -------------- | ---------------- | -------------- | --------------- | --------------- | -------------- | -------------- | ------------- | ------------- | ------------- | ------------- | ------------- | ---------- |
| Température minimale moyenne (°C)     | 1,3            | 1,4              | 3,3            | 4,9             | 8,1             | 10,8           | 12,7           | 13            | 10,6          | 7,9           | 4,5           | 1,9           | 6,7        |
| Température moyenne (°C)              | 3,7            | 4,1              | 6,8            | 9,4             | 12,6            | 15,4           | 17,6           | 17,8          | 14,9          | 11,2          | 7,1           | 4,2           | 10,4       |
| Température maximale moyenne (°C)     | 6              | 6,9              | 10,3           | 13,9            | 17,1            | 20             | 22,4           | 22,6          | 19,3          | 14,6          | 9,7           | 6,4           | 14,1       |
| Record de froid (°C) date du record   | −13,2 16.01.13 | −13,5 07.02.1991 | −11,3 04.03.05 | −4,1 02.04.1996 | −0,7 07.05.1997 | 1,4 05.06.1991 | 5,2 04.07.1990 | 5 08.08.1990  | 2 24.09.03    | −4,5 24.10.03 | −8 23.11.1998 | −13 18.12.10  | −13,5 1991 |
| Record de chaleur (°C) date du record | 15 09.01.15    | 17,6 26.02.19    | 22,6 31.03.21  | 24,9 28.04.07   | 28,7 13.05.1998 | 33,9 27.06.11  | 40,8 25.07.19  | 37,2 10.08.03 | 32,1 09.09.23 | 28,9 01.10.11 | 19,5 07.11.15 | 15,7 07.12.00 | 40,8 2019  |
| Précipitations (mm)                   | 72,9           | 63,6             | 66,6           | 53,8            | 64,5            | 61,2           | 72,9           | 79            | 66            | 82,5          | 91,8          | 102,5         | 877,3      |

### Voies de communications et transports
Fienvillers est desservi par le tracé initial de l'ex-RN 25 (actuelle RD 925) qui reliait Le Havre, Dieppe, Abbeville à Doullens et Arras.
En 2019, la localité est desservie par la ligne d'autocars no 24 (Doullens - Domart-en-Ponthieu) du réseau inter-urbain Trans'80, Hauts-de-France, tous les jours sauf le dimanche et les jours fériés. La ligne no 26 (Doullens - Bernaville - Abbeville) permet les déplacements vers Abbeville et la ligne no 57 mène à Amiens.

## Urbanisme

### Typologie
Au 1er janvier 2024, Fienvillers est catégorisée commune rurale à habitat dispersé, selon la nouvelle grille communale de densité à sept niveaux définie par l'Insee en 2022.
Elle est située hors unité urbaine. Par ailleurs la commune fait partie de l'aire d'attraction d'Amiens, dont elle est une commune de la couronne,. Cette aire, qui regroupe 369 communes, est catégorisée dans les aires de 200 000 à moins de 700 000 habitants,.

### Occupation des sols
L'occupation des sols de la commune, telle qu'elle ressort de la base de données européenne d'occupation biophysique des sols Corine Land Cover (CLC), est marquée par l'importance des territoires agricoles (92,2 % en 2018), en diminution par rapport à 1990 (93,3 %). La répartition détaillée en 2018 est la suivante : 
terres arables (87,3 %), zones urbanisées (4,7 %), forêts (3,1 %), prairies (2,5 %), zones agricoles hétérogènes (2,5 %). L'évolution de l'occupation des sols de la commune et de ses infrastructures peut être observée sur les différentes représentations cartographiques du territoire : la carte de Cassini (XVIIIe siècle), la carte d'état-major (1820-1866) et les cartes ou photos aériennes de l'IGN pour la période actuelle (1950 à aujourd'hui).

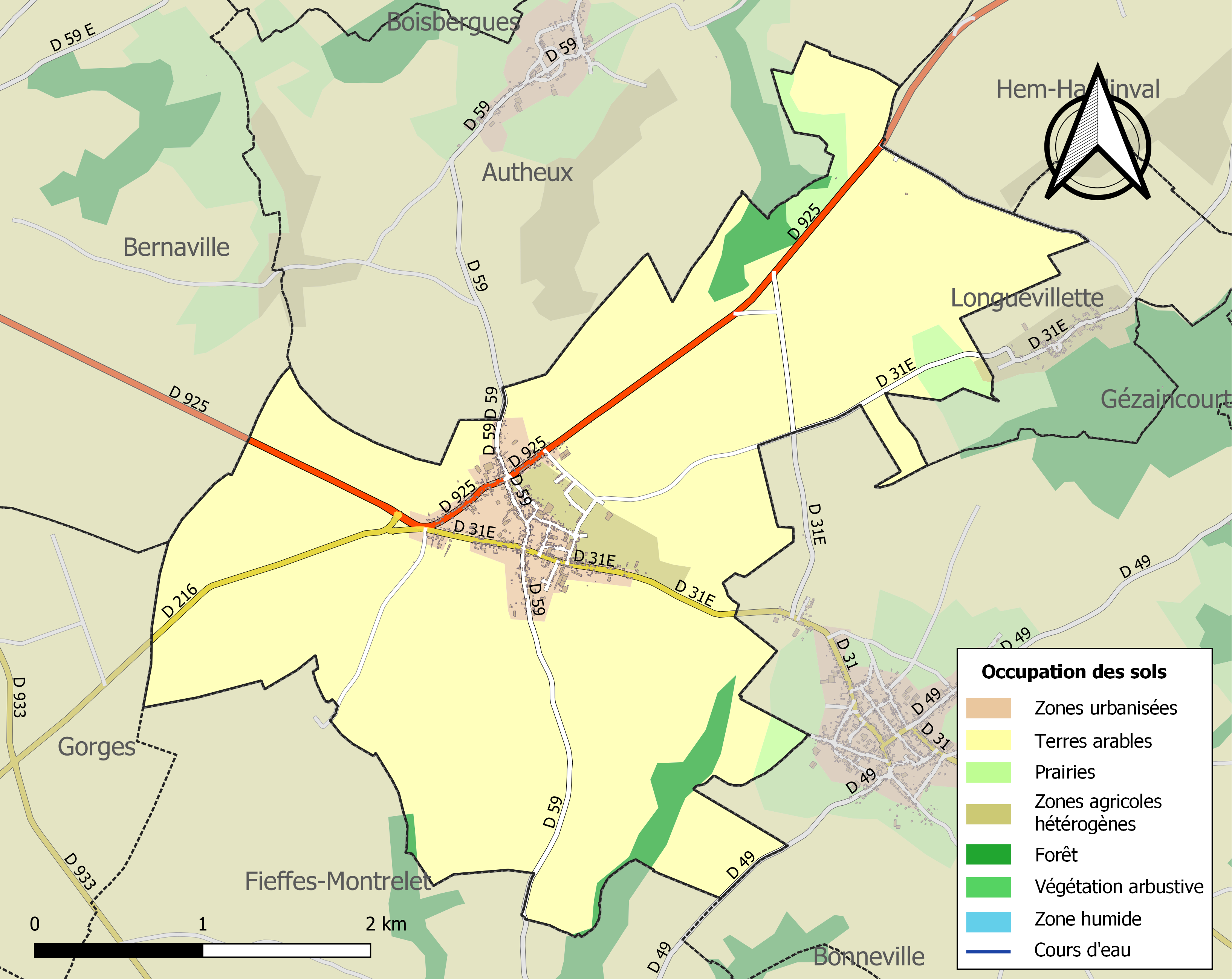
Carte des infrastructures et de l'occupation des sols de la commune en 2018 (CLC).

## Toponymie
Le lieu a été désigné comme Fienviller, Fienvilles, Fiesvillers, feodum villare.
Pour certains, Fienvillers viendrait du latin « finis », parfait et de « villare », petite ferme.
Pourtant, on trouve dans les vieux écrits Feodum Villare. Un feodum est un fief ou une terre donnée en récompense à un seigneur ou un soldat.

## Histoire
Un château lié au fief qui aurait donné le nom primitif de Fiefvillers, selon la tradition, a laissé quelques ruines encore visibles à la fin du XIXe siècle.
En 1204, la terre de Fienvillers est donnée aux Hospitaliers de l'ordre de Saint-Jean de Jérusalem, installés à Fieffes,.
En 1636, durant la guerre de Trente Ans, le curé Lefebvre relate que l'armée espagnole a campé pendant neuf jours sur sa paroisse, a brûlé sa maison et détruit les archives de la paroisse.
À la fin de l'épopée napoléonienne, les Cosaques traversent le village en 1814-1815.
Pendant la guerre franco-allemande de 1870, 58 jeunes gens de la commune combattent l'armée prussienne. Trois sont tués et cinq sont blessés.
Le village a été desservi par la gare de Fienvillers - Candas qui, comme son nom l'indique, la partageait avec la commune voisine de Candas bien que sur le territoire de celui-ci. Elle se trouvait sur la ligne de Saint-Roch à Frévent, dont le trafic voyageurs a cessé en 1938.
En 1899, l'activité économique locale se compose de plusieurs ateliers de tisserands, de boutonniers, de teillage de lin. Une paneterie, une briqueterie et un chaufour sont également mentionnés.
Première Guerre mondiale

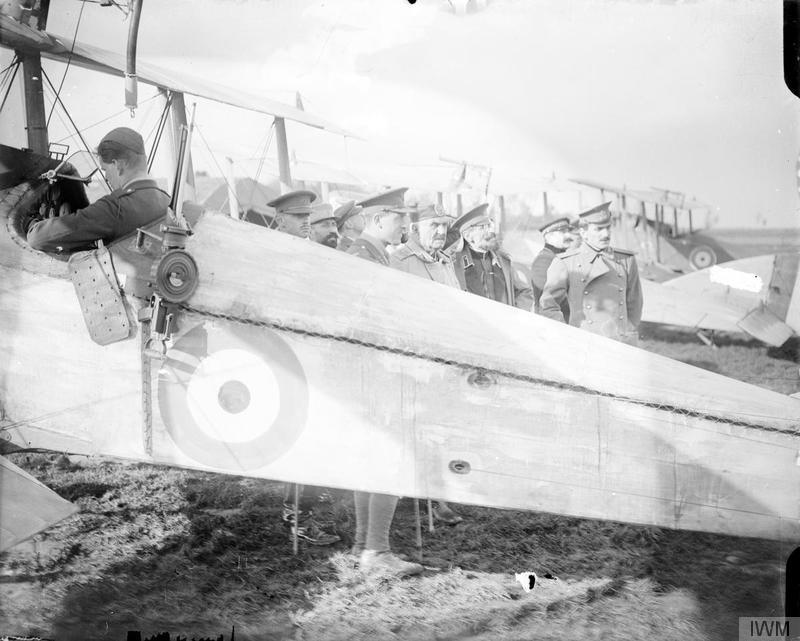
Le roi Nicolas Ier de Monténégro devant un bombardier biplan Martinsyde G.100 Beardmore britannique du No. 27 Squadron RFC.

Lors de la Première Guerre mondiale, le roi Nicolas Ier de Monténégro a inspecté le front de la bataille de la Somme à Fienvillers en novembre 1916.
Un aérodrome a été exploité pendant la première guerre par l'aviation britannique, puis l'aviation française (avec au moins l'escadrille Escadrille SAL 28) et à nouveau l'aviation britannique,.
La commune, qui se trouvait à l'arrière du front allié, a accueilli de mai à septembre 1918 les hôpitaux de campagne britanniques, casualties 34 et 36, implantés près de la voie ferrée reliant Candas à Conteville. On y soignait les soldats blessés. Ceux qui n'ont pas survécu ont été en partie enterrés au cimetière militaire britannique de Fienvillers. L'acquisition du terrain du cimetière a été déclarée d'utilité publique par arrêté ministériel du 2 février 1921.
Entre-deux-guerres
De 1936 à 1951, la commune a accueilli l'École d'agriculture de Picardie, établissement confessionnel d'enseignement professionnel pratiquant une pédagogie originale, largement inspirée du scoutisme, tout en s'inscrivant dans une vision chrétienne. L'enseignement se pratiquait dans un imposant bâtiment de trois étages, auquel était accolée une chapelle dont le pignon triangulaire formant façade était décoré d'une haute statue en pierre représentant Jésus au Sacré-Cœur. Après sa fermeture, les locaux ont servi d'internat pour le collège Montalembert de Doullens jusqu'en 2012.
Seconde Guerre mondiale
L'aérodrome est utilisé par la Luftwaffe.
Fienvillers a été décoré de la croix de guerre 1939-1945 avec étoile de bronze le 11 novembre 1948.

## Politique et administration

### Rattachements administratifs et électoraux
Rattachements administratifs
La commune se trouve depuis 1926 dans l'arrondissement d'Amiens du département de la Somme.
Elle faisait partie depuis 1793 du canton de Bernaville . Dans le cadre du redécoupage cantonal de 2014 en France, cette circonscription administrative territoriale a disparu, et le canton n'est plus qu'une circonscription électorale.
Rattachements électoraux
Pour les élections départementales, la commune fait partie depuis 2014 du canton de Doullens
Pour l'élection des députés, elle fait partie de la quatrième circonscription de la Somme.

### Intercommunalité
Fienvillers était membre de la petite  communauté de communes du Bernavillois, un établissement public de coopération intercommunale (EPCI) à fiscalité propre créé fin 1999 et auquel la commune avait  transféré un certain nombre de ses compétences, dans les conditions déterminées par le code général des collectivités territoriales.
Dans le cadre des dispositions de la loi portant nouvelle organisation territoriale de la République du 7 août 2015, qui prévoit que les établissements publics de coopération intercommunale (EPCI) à fiscalité propre doivent avoir un minimum de 15 000 habitants, cette intercommunalité a fisionné avec ses voisines pour former, le 1er janvier 2017, la communauté de communes du Territoire Nord Picardie dont est désormais membre la commune.

## Population et société

### Démographie
L'évolution du nombre d'habitants est connue à travers les recensements de la population effectués dans la commune depuis 1793. Pour les communes de moins de 10 000 habitants, une enquête de recensement portant sur toute la population est réalisée tous les cinq ans, les populations de référence des années intermédiaires étant quant à elles estimées par interpolation ou extrapolation. Pour la commune, le premier recensement exhaustif entrant dans le cadre du nouveau dispositif a été réalisé en 2006.

En 2022, la commune comptait 667 habitants, en évolution de −1,77 % par rapport à 2016 (Somme : −1,26 %, France hors Mayotte : +2,11 %).
| 1793  | 1800 | 1806  | 1821  | 1831  | 1836  | 1841  | 1846  | 1851  |
| ----- | ---- | ----- | ----- | ----- | ----- | ----- | ----- | ----- |
| 1 003 | 905  | 1 144 | 1 062 | 1 193 | 1 256 | 1 310 | 1 373 | 1 406 |

| 1856  | 1861  | 1866  | 1872  | 1876  | 1881 | 1886 | 1891 | 1896 |
| ----- | ----- | ----- | ----- | ----- | ---- | ---- | ---- | ---- |
| 1 401 | 1 364 | 1 370 | 1 184 | 1 115 | 996  | 978  | 928  | 906  |

| 1901 | 1906 | 1911 | 1921 | 1926 | 1931 | 1936 | 1946 | 1954 |
| ---- | ---- | ---- | ---- | ---- | ---- | ---- | ---- | ---- |
| 854  | 816  | 739  | 645  | 636  | 617  | 594  | 586  | 589  |

| 1962 | 1968 | 1975 | 1982 | 1990 | 1999 | 2006 | 2011 | 2016 |
| ---- | ---- | ---- | ---- | ---- | ---- | ---- | ---- | ---- |
| 547  | 534  | 553  | 558  | 523  | 548  | 565  | 658  | 679  |

| 2021 | 2022 | - | - | - | - | - | - | - |
| ---- | ---- | - | - | - | - | - | - | - |
| 673  | 667  | - | - | - | - | - | - | - |

### Enseignement
L'école primaire Jules Verne, réhabilitée en 2012 par la communauté de communes du Bernavillois accueille 101 élèves à la rentrée 2019-2020. Ils sont alors répartis en 4 classes allant de la petite section de maternelle au CM2 de primaire,.

### Sports
Le football peut être pratiqué au sein de l'Association Bonneville - Candas - Fienvillers - Fieffes-Montrelet (ABC2F) qui évolue sur le terrain de football de Candas. Un pôle d'accueil communal est inauguré en 2019.
Une salle permet l'utilisation par les associations locales.

## Économie
Les locaux de l'Ecole d'agriculture de Picardie / Collège Montalembert, longtemps inutilisés, ont été acquis par un investisseur qui y a implanté en 2019 une pépinière d'artisans.

## Culture locale et patrimoine

### Lieux et monuments
- Église Notre-Dame-de-l'Assomption de Fienvillers.
- Le cimetière militaire britannique (Fienvillers British Cemetery) de la Première Guerre mondiale

- Chapelle Notre-Dame-de-la-Salette du début du XXe siècle. Reconstruite en 1990 un peu plus loin qu'à l'origine. Sa porte de fer est chargée de symboles[41].
- La chapelle de l'internat Montalembert, datant des années 1930, désacralisée, pourrait servir de lieu d'exposition[42].

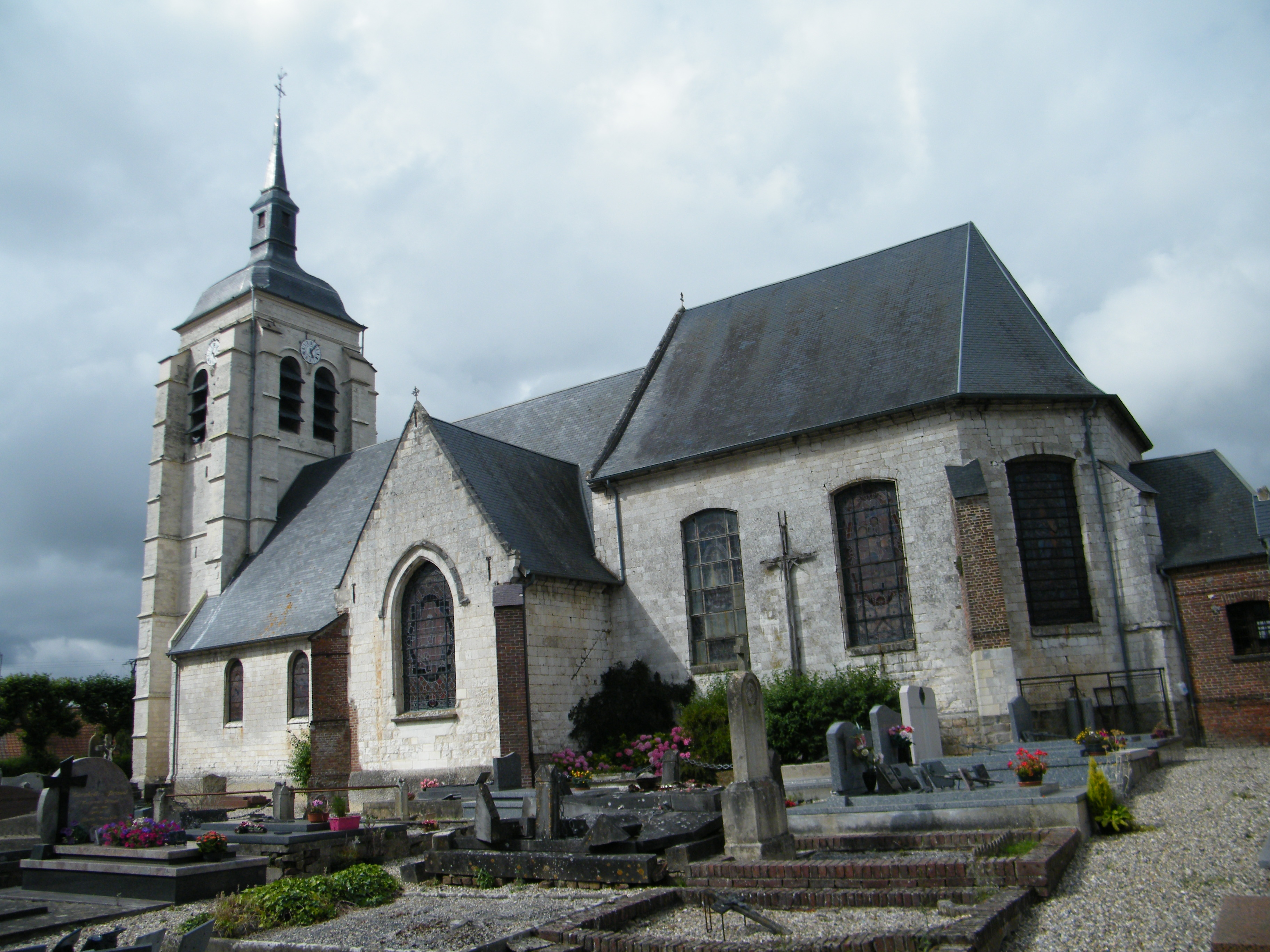
L'église Notre-Dame-de-l'Assomption..
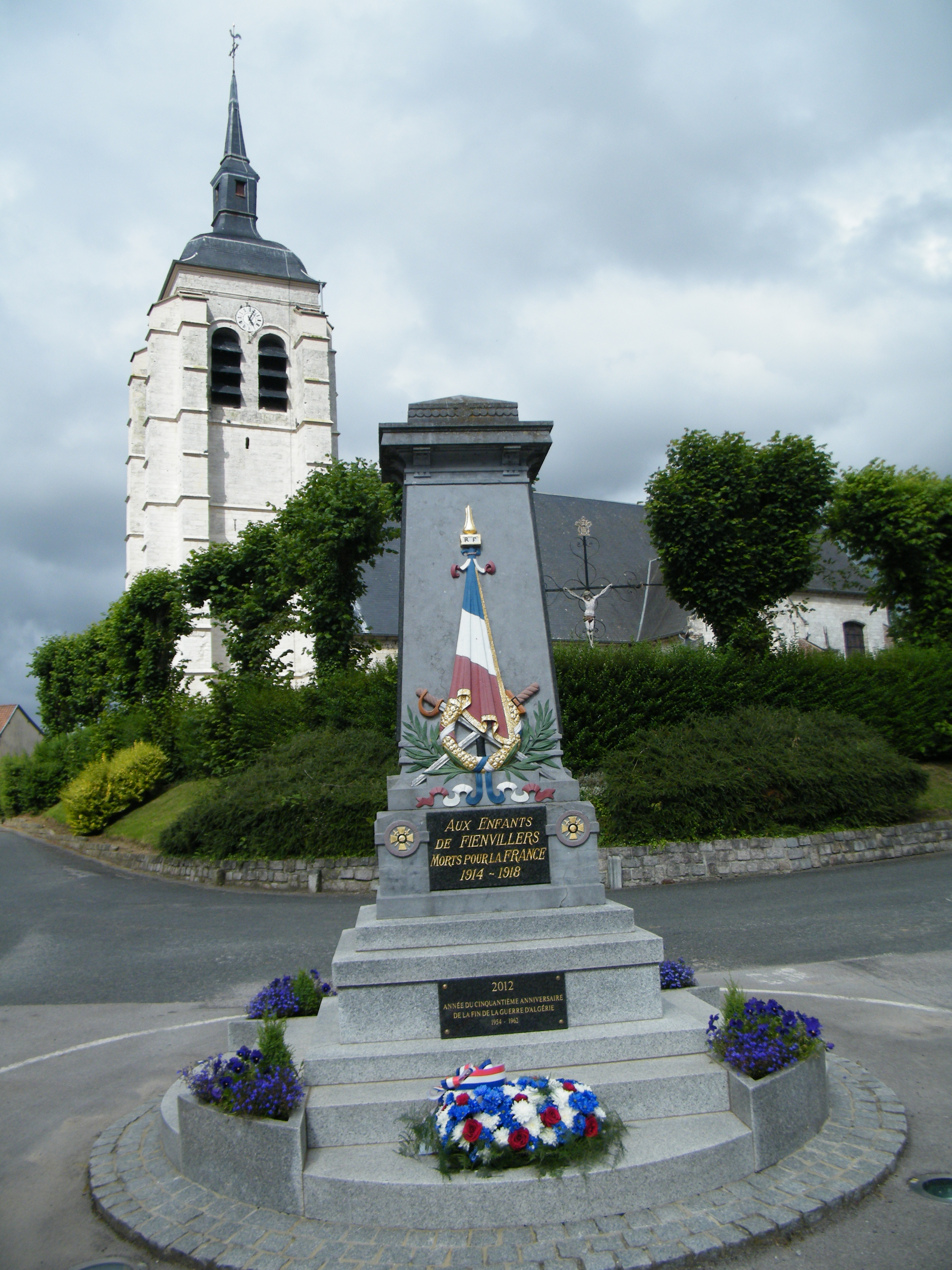
Monument aux morts.
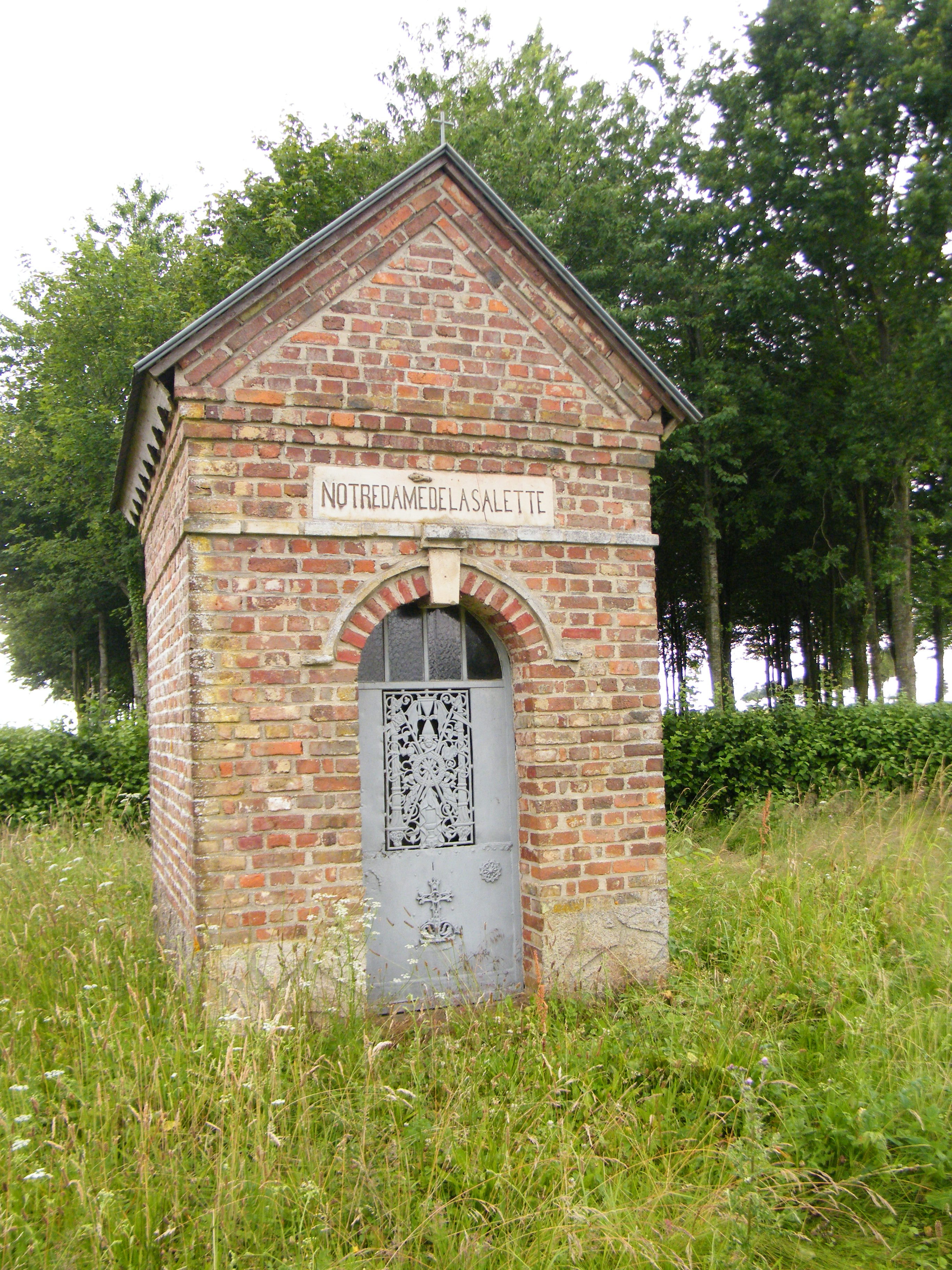
En sortie de village, la chapelle  Notre-Dame-de-la-Salette.
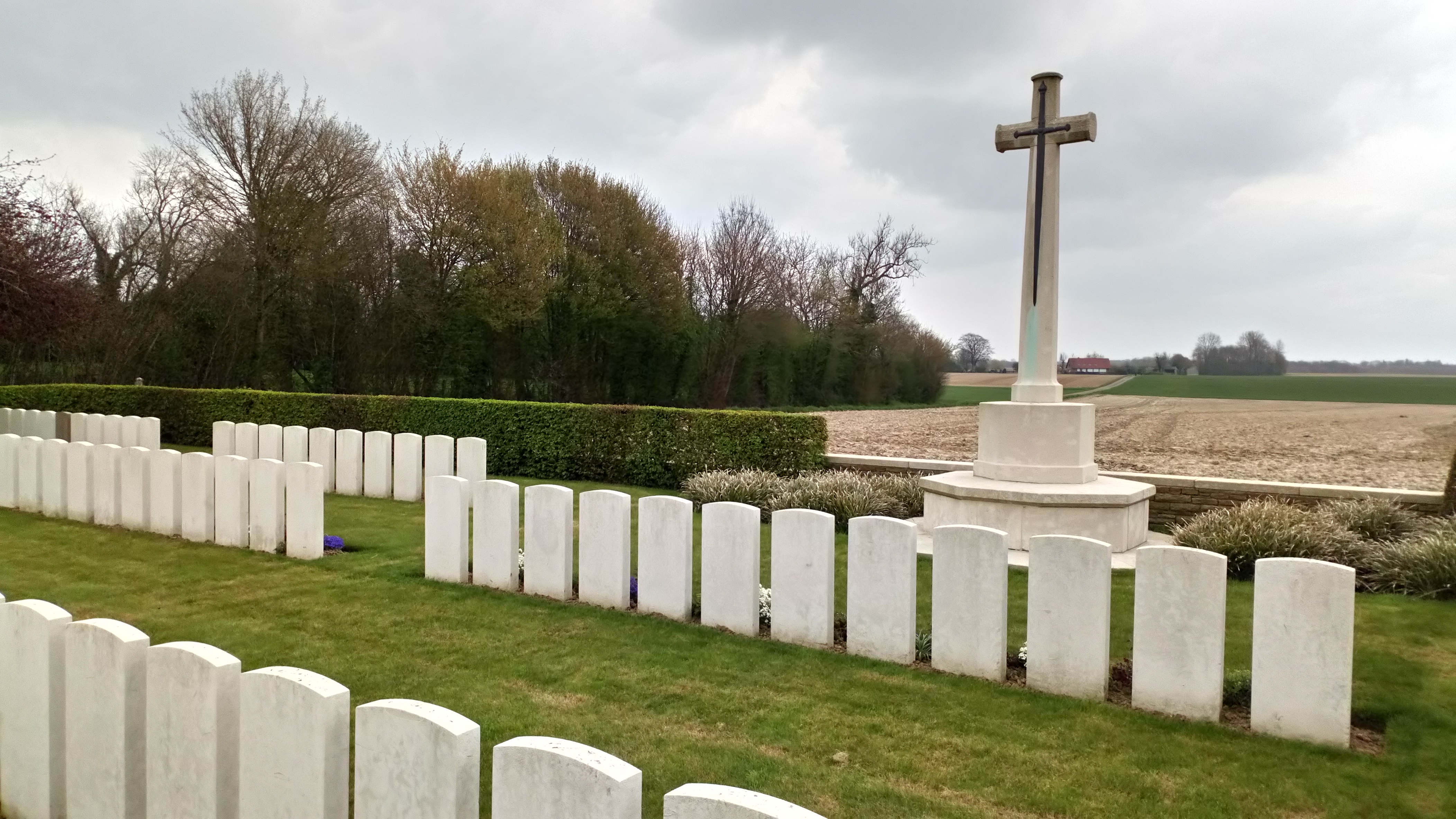
Le cimetière britannique

### Personnalités liées à la commune
- En 1175, Gaudefroy, chevalier et noble homme de Doullens, possédait la terre et la seigneurie de Fienvillers[6].
- L'abbé André Dacheux (Airaines, 10 juillet 1903, Berck-sur-Mer, 13 avril 1971) qui a été de 1932 à 1936, le supérieur du collège Montalembert de Doullens puis de1936 à 1942 le directeur de l'École d'Agriculture de Picardie dont il avait été l'initiateur[28].
- Hugh Dowding, alors  lieutenant-colonel à titre temporaire, est nommé au commandement de la 9e escadre du Royal Flying Corps à Fienvillers en juin 1916. Il est plus connu pour avoir été l'un des défenseurs de la Grande Bretagne pendant la Bataille d'Angleterre de la Seconde Guerre mondiale, au titre duquel il a été nommé maréchal en chef de l'Air  et anobli, et portant le titre de baron Dowding de Bentley Priory.